# Blue Moon (maanlander)
De Blue Moon is een toekomstige maanlander van Blue Origin. De ontwikkeling ervan begon in 2016. In april 2017 werd dit voor het eerst bekend. Er werd toen gezegd dat de lander sterk op de technologie van de New Shepard-raket leunt.
Op 9 mei 2019 presenteerde Blue Origins CEO Jeff Bezos het eerste ontwerp in Washington DC. Een krachtiger variant maakte deel uit van een door NASA in 2020 voor verdere uitwerking geselecteerde bemande drietrapsmaanlander die kandidaat was voor het Artemisprogramma en door een consortium met Lockheed Martin, Northrop Grumman en Draper Laboratory, onder leiding van Blue Origin werd ontwikkeld. Deze werd in 2021 niet geselecteerd. Hierop ging Blue Origin met een aangepast national team zonder Northrop Grumman maar met toevoeging van Boeing verder voor de aanbesteding voor een tweede type bemande Artemislander. Op 19 mei 2023 kende NASA een contract toe ten waarde van 3,4 miljard dollar voor één onbemande en één bemande testmissie. De maanlander zou gebruikt worden bij de Artemis V vlucht die ten vroegste in 2029 gelanceerd wordt.

## Eigenschappen eerste ontwerp (2019)
De Blue Moon is ontworpen om in de neuskegel van de New Glenn-raket te passen. Die neuskegel heeft een diameter van 7 meter. Aan de zijkant zitten vier uitklapbare landingspoten. 
Voor de Blue Moon werd de BE-7, een nieuwe raketmotor, ontwikkeld. Deze motor werkt net als de BE-3-motor van de New Shepard op vloeibare waterstof met vloeibare zuurstof als oxidator. De BE-7 is de eerste raketmotor op aarde die gebruik maakt van een “dubbele-expansie-verbrandingscyclus” waarbij niet alleen de brandstof, maar ook de oxidator voor de turbopomp wordt opgewarmd in leidingen die door de straalpijp lopen. 
De eerste volledige BE-7 werd 18 juni 2019 voor het eerst getest. De brandstof wordt ook gebruikt om met brandstofcellen elektriciteit op te wekken. Blue koos daarvoor omdat het alternatief; zonnecellen, in de maannacht niet werken.
De Blue Moon wordt in staat geacht een nuttige lading van 6500 kilogram vanuit de ruimte naar het maanoppervlak te brengen. Ook zou er in de plannen van 2019 een bemanningsmodule bovenop een Blue Moon kunnen worden gemonteerd als deze wordt voorzien van verlengde brandstoftanks. Die extra brandstof is nodig voor het weer opstijgen. Onderweg naar de maan kan de Blue Moon ook nog CubeSats loslaten. 

## Blue Moon MK-1 (vrachtlander 2023)
Na een lange mediastilte over de plannen voor een vrachtlander presenteerde Blue Origin op 27 oktober 2023 een vernieuwd ontwerp inclusief een model op ware grote van de vrachtlander. De vrachtlander die nu Blue Moon MK-1 heet is hoger en de vrachtcapaciteit is gehalveerd naar 3000 kilogram. Ook zal deze dienen als testobject om de landingstechniek op de Maan te bewijzen voor de latere bemande lander. Blue beoogt twee van deze vrachtlanders naar de maan te sturen voordat ze een onbemande Blue Moon MK-2 op een testvlucht sturen. De lancering va de eerste Blue Moon MK-1 is voorzien voor Augustus 2025

## Eerste voorstel National Team Artemislander
Blue Origin meldde in oktober 2019 op de International Astronautic Conference 2019 in een poging het contract voor de bouw van NASA’s bemande maanlander voor Artemisprogramma in de wacht te slepen, samen te werken met de zeer ervaren ruimtevaartbedrijven Lockheed Martin, Northrop Grumman en Draper Laboratory. De vergrote, tweemotorige Blue Moon functioneert daarin als landingsmodule, Lockheed Martin levert de herbruikbare opstijgmodule met de bemanningscapsule, Nortrop Grumman levert het transfer element een rakettrap/servicemodule die sterk op de Cygnus-vrachtcapsule is gebaseerd. Als hoofdmotor gebruikt deze een BE-7. Deze brengt de Blue Moon in de juiste omloopbaan voor de rendez-vous met de bemanningsmodule en stuwt dit geheel vervolgens naar het landingstraject. Het navigatiesysteem wordt door Draper vervaardigd.
Dit geheel past in de New Glenn, maar ook een andere raket met de juiste lanceercapaciteit is mogelijk. De landers blijven in dit plan ook eigendom van de vier bedrijven en NASA kan de landingsservice inkopen. Het driedelige ontwerp van het consortium dat National Team is gedoopt is ontworpen naar de specificaties die NASA eerder bekend maakte. De National Team lander kan met drie New Glenn- en Vulcan-raketten worden gelanceerd, maar zou technisch gezien ook als een geheel met een SLS-raket kunnen worden gelanceerd.
Op 30 april 2020 was National Team een van de drie ontwerpen die door NASA werden geselecteerd voor verdere uitwerking van hun ontwerp waarbij National Team de hoogste subsidie in de wacht sleepte en 579 miljoen dollar kreeg toegewezen.
Blue Origin wil in 2023 een testvlucht naar de maan maken maken met een transfer-element en een landingsmodule zonder opstijgmodule. Ook wordt in Blue Origins fabriek in Huntsville een prototype landingsmodule gebouwd die een maanlanding met 1000 kilogram vracht aan boord moet uitvoeren om de ingewikkeldste technieken te testen.
De National Team HLS werd op 16 april 2021 niet geselecteerd door NASA. Uiteindelijk bleek alleen SpaceX’ Starship HLS voor een voor NASA haalbaar bedrag te kunnen worden uitontwikkeld. Ook bleek Blue Origin diskwalificerende voorwaarden in hun voorstel te hebben opgenomen. Blue Origin tekende daarop vergeefs bezwaar aan bij het Government Accountability Office tegen de selectie van slechts één ontwerp.

## Blue Moon MK-2 (ontwerp tweede National Team-Artemislander)
Nadat de eerste National Team-lander was afgewezen werd door NASA een aanbesteding voor een tweede bemande Artemislander uitgeschreven. Opnieuw bracht Blue Origin een National Team-consortium op de been om een sterk veranderd ontwerp in te dienen. Ditmaal deden Lockheed Martin, Boeing, Draper, Astrobotic en Honeybee Robotics mee. Northrop Grumman deed niet mee. Dit consortium won de aanbesteding van een consortium onder leiding van Dynetics dat de enige andere contestant was.
Bij dit nieuwe ontwerp werd de naam Blue Moon weer gebezigd. Opvallend is dat het niet langer gaat om een drietrapsontwerp, maar een enkeltrapslander is geworden. De lander vliegt na afkoppeling van de raket met zijn eigen motoren verder naar de Maan. Bij dit nieuwe ontwerp zitten de brandstoftanks bovenaan en de bemanningscapsule zit onderaan. Bij het vorige ontwerp was kritiek geweest op de twaalf meter lange ladder die zou worden gebruikt om vanuit de bemanningsmodule naar het maanoppervlak te komen en het risico er (gekleed in een log en stug ruimtepak) vanaf vallen. Bijtanken in de ruimte moet met dit ontwerp mogelijk zijn. Ook ontwikkelt Blue Origin een techniek om het afkoken van waterstof te stoppen waardoor de brandstof langdurig in de tanks kan worden gehouden.
De lander is 16 meter hoog en past in de 7 meter diameter neuskegel van de New Glenn. De Blue Moon heeft een droge massa van 17 ton. Bij de lancering zal de lander maximaal 45 ton wegen. De maximum vrachtcapaciteit is twintig ton.